# 黄龙带水库
黄龙带水库位于中国广东省广州市从化区良口镇汾田村流溪河支流汾田水下游，是一座具有灌溉、防洪、供水、养殖、发电的综合性利用的水利枢纽工程。工程于1972年12月开始筹备，1973年3月开工，1976年1月投入运用，建成后与流溪河水库形成姊妹水库。

## 工程数据
- 大坝为浆砌石重力坝，长183米，高61.3米
- 设有一、二两级电站，总装机7台，共8800千瓦，年发电量2000万千瓦
- 坝址以上集雨面积92.3平方公里，坝址以上干流长度21公里
- 水面面积7200亩
- 死水位:140.5米，相应库容240万立方米
- 正常水位:175.6米，相应库容8289万立方米
- 设计洪水位为176.6米，相应库容8782万立方米
- 校核洪水位177.9米，相应库容9458万立方米
- 汛限水位173.78～175.3米
- 历史最高水位175.78米
- 兴利(有效)库容8049万立方米，防洪库容1168万立方米，总库容9458万立方米
- 库区多年平均降雨量为1900毫米，多年平均来水量1亿立方米，多年平均出库水量9530万立方米